# José Alberto Guevara
José Alberto Guevara Somoza (El Salvador; 24 de febrero de 1998) es un futbolista salvadoreño. Juega de lateral derecho y su equipo actual es el FAS de la Primera División de El Salvador.

## Trayectoria
En el 2019 José Guevara pasó a formar parte de Ilopaneco de la Segunda División de El Salvador. Desde 2020 jugó en el Atlético Marte de la Primera División de El Salvador. Luego de dos años en el club marciano, en 2022 fue fichado por el Club Deportivo FAS de la Primera División de El Salvador.

## Clubes
Actualizado al último partido jugado el 18 de mayo de 2025.
| Club Deportivo Atlético Marte · El Salvador | 1.ª                 | 2020-21             | 20  | 0 | - | - | - | - | 20  | 0 |
| Club Deportivo Atlético Marte · El Salvador | 1.ª                 | 2021-22             | 40  | 1 | - | - | - | - | 40  | 1 |
| Club Deportivo Atlético Marte · El Salvador | Total               | Total               | 60  | 1 | 0 | 0 | 0 | 0 | 60  | 1 |
| Club Deportivo FAS · El Salvador            | 1.ª                 | 2022-23             | 20  | 0 | - | - | - | - | 20  | 0 |
| Club Deportivo FAS · El Salvador            | 1.ª                 | 2023-24             | 42  | 2 | - | - | 3 | 0 | 45  | 2 |
| Club Deportivo FAS · El Salvador            | 1.ª                 | 2024-25             | 36  | 1 | - | - | - | - | 36  | 1 |
| Club Deportivo FAS · El Salvador            | 1.ª                 | 2025-26             |     |   |   |   |   |   |     |   |
| Club Deportivo FAS · El Salvador            | Total               | Total               | 98  | 3 | 0 | 0 | 3 | 0 | 101 | 3 |
| Total en su carrera                         | Total en su carrera | Total en su carrera | 158 | 4 | 0 | 0 | 3 | 0 | 161 | 4 |
| (2) No incluye goles en partidos amistosos. |                     |                     |     |   |   |   |   |   |     |   |

Segunda División de El Salvador
| Club                     | País        | Año         |
| ------------------------ | ----------- | ----------- |
| Club Deportivo Ilopaneco | El Salvador | 2019 - 2020 |

### Selección nacional
| Selección                                   | Año                 | Partidos | Goles |
| ------------------------------------------- | ------------------- | -------- | ----- |
| El Salvador                                 |                     |          |       |
| 2024                                        | 1                   | 0        |       |
| Total en su carrera                         | Total en su carrera | 1        | 0     |
| Estadísticas hasta el 3 de febrero de 2024. |                     |          |       |

## Palmarés
| Título           | Club | País        | Año  |
| ---------------- | ---- | ----------- | ---- |
| Primera División | FAS  | El Salvador | 2022 |